# Charles Martin Hall
Pour les articles homonymes, voir Hall.
Charles Martin Hall (1863-1914) est un ingénieur américain. Il a inventé le procédé électrolytique d'extraction de l'aluminium à partir de l'alumine. Cette invention a été réalisée simultanément et indépendamment par le Français Paul Héroult. Il avait un grand sens des affaires et de la gestion ce qui lui permit de développer son invention.

## Biographie

### Enfance et études
Charles Hall est né le 6 décembre 1863 dans la ville de Thompson dans l'État américain de l'Ohio. Son père était un pasteur. Il déménagea enfant dans la ville d'Oberlin (Ohio). La famille Hall était très religieuse. Son frère deviendra également pasteur.
Il effectuera ses études dans le Collège d'Oberlin, première université américaine à accepter des femmes puis les noirs en 1835. Il suivra les cours de chimie du professeur Frank Jewett. Ce dernier avait enseigné au collège impérial de Tokyo et avait rencontré le découvreur de l'aluminium Friedrich Wöhler. Il aura une grande influence sur Charles Hall.
Après son départ d'Oberlin en 1888, il sera plus tard un grand donateur du collège d'Oberlin.

### La découverte de l'électrolyse de l'aluminium
Charles Martin Hall bénéficia de moins de moyens que son alter-ego Paul Héroult. Alors que ce dernier disposait d'un générateur électrique, Hall travaillait avec des batteries. Sa sœur ainée Julia l'assista pendant toute la durée de ses travaux,,.
Il effectua sa première production le 23 février 1886. Compte tenu de la faible source électrique, il ne produisit qu'une faible quantité d'aluminium. Il écrivit le soir même à son frère pasteur dans le New Hampshire pour annoncer sa découverte. Il déposa son brevet aux États-Unis le 9 juillet 1886. Paul Héroult avait déposé le sien le 23 avril de la même année en France. Pour prouver l'antériorité de son invention, il utilisa une particularité de la loi américaine qui permettait aux citoyens américains d'antidater un brevet en produisant des pièces prouvant la date effective de l'invention. C'est la lettre à son frère qui permit à Martin Hall de démontrer l'antériorité. Paul Héroult n'étant pas citoyen américain ne put réaliser la même opération et perdit le procès qui l'opposa à Hall. Le brevet de Hall n'ayant de validité qu'aux États-Unis. Par la suite, les deux hommes furent liés par une grande amitié.
Un fait étonnant, au-delà d'avoir inventé la même année (1886) ce procédé, leur année de naissance et de décès est identique (1863-1914). Mais cela ne s'arrête pas là. Ils lisent au même âge, à 15 ans, le même livre qui traite de l'aluminium d'Henri Sainte-Claire Deville (De l'aluminium, ses propriétés, sa fabrication et ses applications, 1859). Toutes ces similitudes leur vaut d'être appelés les « jumeaux de l'aluminium ».
Charles Martin Hall tout comme Héroult eut beaucoup de mal au départ à exploiter son invention. Il déménagea à Pittsburgh et créa avec le capitaine Alfred E. Hunt la Pittsburgh Reduction Company en 1888. Elle essaima ensuite à New Kensington près des chutes du Niagara et Shawinigan (où il existe toujours une usine de production d'aluminium du groupe canadien Alcan) au Canada. Ces usines seront à l'origine de l'industrie de l'aluminium en Amérique du Nord.
À cause d'une mauvaise santé, il mena une vie ascétique. Il mourut le 27 décembre 1914 .